# Takehiko Orimo
Takehiko Orimo (jap. 折茂 武彦 Orimo Takehiko) (ur. 14 maja 1970 w Ageo) – japoński koszykarz, grający na pozycji rzucającego obrońcy, reprezentant kraju, obecnie zawodnik Levanga Hokkaido. 
5 stycznia 2019 jako pierwszy zawodnik w historii najwyższej klasy rozgrywkowej w Japonii, przekroczył na tym poziomie rozgrywkowym barierę 10 000 zdobytych punktów. 
Najstarszy zawodnik w historii japońskiej koszykówki. 

## Osiągnięcia
Stan na 21 stycznia 2020, na podstawie, o ile nie zaznaczono inaczej.
Drużynowe
- Mistrz Japonii (2002, 2006, 2007)
- Wicemistrz Japonii (2001)

Indywidualne
- MVP:
  - ligi japońskiej (2002)
  - meczu gwiazd ligi japońskiej (1997/1998, 1998/1999, 2002/2003, 2004/2005, 2005/2006, 2006/2007, 2009/2010, 2012/2013, 2019/2020)
- Zaliczony do I składu ligi japońskiej (1996, 1997, 1999, 2000, 2002, 2003)
- Uczestnik meczu gwiazd ligi japońskiej (1997/1998, 1998/1999, 1999/2000, 2000/2001, 2002/2003, 2003/2004, 2004/2005, 2005/2006, 2006/2007, 2007/2008, 2008/2009, 2009/2010, 2010/2011, 2012/2013, 2013/2014, 2014/2015, 2019/2020)

Reprezentacja
- Wicemistrz Azji (1997)
- Brązowy medalista:
  - mistrzostw Azji (1995)
  - Pucharu Williama Jonesa (2002)
  - igrzysk azjatyckich (1994)
- Uczestnik:
  - mistrzostw:
    - świata (1998 – 14. miejsce, 2006 – 17. miejsce)
    - Azji (1995, 1997, 1999 – 5. miejsce, 2007 – 8. miejsce, 2009 – 10. miejsce)
    - Azji Wschodniej (2009)

  - igrzysk:
    - azjatyckich (1994, 2002 – 8. miejsce, 2006 – 6. miejsce)
    - wschodnioazjatyckich (1997)
- Lider mistrzostw świata w skuteczności rzutów za 3 punkty (1998 – 69,2%)[3]